# Escut del Pla del Penedès
L'escut oficial del Pla del Penedès té el següent blasonament:
Escut caironat: d'atzur, un flascó d'or sobremuntat d'un muntant d'argent, sobremuntat d'una flor de lis d'argent. Per timbre, una corona de poble.

## Història
Va ser aprovat l'1 d'octubre del 2003 i publicat al DOGC el 28 del mateix mes amb el número 3997.
El muntant i la flor de lis és el símbol de la Mare de Déu, i el flascó fa referència al pot de perfums amb què se sol representar la figura de Maria Magdalena. Tot plegat, una al·lusió a l'església parroquial del poble, Santa Magdalena del Pla, originàriament sota l'advocació de la Mare de Déu.